# Dare Birsa
Dare (Darko) Birsa, *1958, je slovenski slikar, akademski grafik, ilustrator in grafični oblikovalec.   
Po študiju je najprej ustvarjal grafike. V slikarstvu, ki je bilo sprva abstraktno in osredotočeno na raziskovanje materialov in barvnih polj, je kasneje prešel na abstraktne krajine. Po ilustriranju nekaj srednješolskih učbenikov za sociologijo se je tudi v slikarstvu preusmeril na teme, povezane s sociologijo in družboslovjem.   
Sodeloval je na več kot 120 skupinskih razstavah, in imel več kot 35 samostojnih razstav, njegove slike in grafike pa so v javnih in muzejskih zbirkah (Albertina, Museo della Xilografia Carpi, Kärntner Sparkasse, Casino Velden, Abanka in NLB Ljubljana, Galerija Murska Sobota, Galerija-muzej Lendava).   

## Življenje in delo
Odraščal je v Lendavi in srednjo šolo obiskoval v Murski Soboti. Sprva se je vpisal na Fakulteto za sociologijo, politologijo in novinarstvo (sedanja FDV), vendar študija ni končal, saj se je po drugem letniku odločil za prehod na Akademijo za likovno umetnost Univerze v Ljubljani (sedanja ALUO). Tam je leta 1987 diplomiral in do leta 1989 nadaljeval specializacijo na oddelku za grafiko pri profesorju Zvestu Apolloniu.Leta 1987 je začel kot delati samostojni ustvarjalec, leta 1990 se je zaposlil na ZDSLU, od leta 2002 deluje ponovno kot samostojni ustvarjalec.
Leta 2008 je prejel "Priznanje za pomembna umetniška dela" na Univerzi v Ljubljani, naslednje leto pa habilitacijo v naziv docent. 

## Pedagoško delo
- Predavatelj na Visoki šoli za risanje in slikanje v Ljubljani, 1999-2008
- Predavatelj na Naravoslovnotehniški fakulteti (UL NTF), 2009 - 2021
- Učitelj na Osnovni šoli Stična, 2002 - 2011
- Predavatelj na Fakulteti za dizajn v Ljubljani (FD), od 2012   -
- Predavatelj na Zdravstveni fakulteti v Ljubljani (UL ZF), 2012 - 2024
- Predavatelj na Akademijo za likovno umetnost Univerze v Ljubljani (sedanja ALUO), Prostorske zasnove v 2014 in 2016, Likovna anatomija v 2016
- Voditelj petih tedenskih delavnic na Likovni gimnaziji Alzey, Nemčija

## Objave
Dare Birsa. Slike (Galerija Murska Sobota)